# Nicole Müller
Nicole Müller (Toledo, 27 de fevereiro de 1989) é uma ex-ginasta brasileira que competia na seleção de ginástica rítmica. Representou o Brasil em diversas competições internacionais. 
Participou das Olimpíadas de 2008 em Pequim. Também competiu em campeonatos mundiais, como no Campeonato Mundial de Ginástica Rítmica de 2005 e no Campeonato Mundial de Ginástica Rítmica de 2007.
Integrou também a delegação brasileira que competiu nos Jogos Sul-Americanos de 2006, em Buenos Aires e nos Jogos Pan-Americanos de 2007, no Rio de Janeiro.